# پارک ملی دورهفیل ساندلزفیلا
پارک ملی دورهفیل ساندلزفیلا (به لاتین: Dovrefjell–Sunndalsfjella National Park) یک پارک ملی در نروژ است که در Lesja واقع شده‌است.

## جغرافیا
این پارک در سال ۱۹۷۴ تأسیس شده‌است و ۱۶۹۳ کیلومتر مربع (۶۵۴ متر مربع) وسعت دارد.

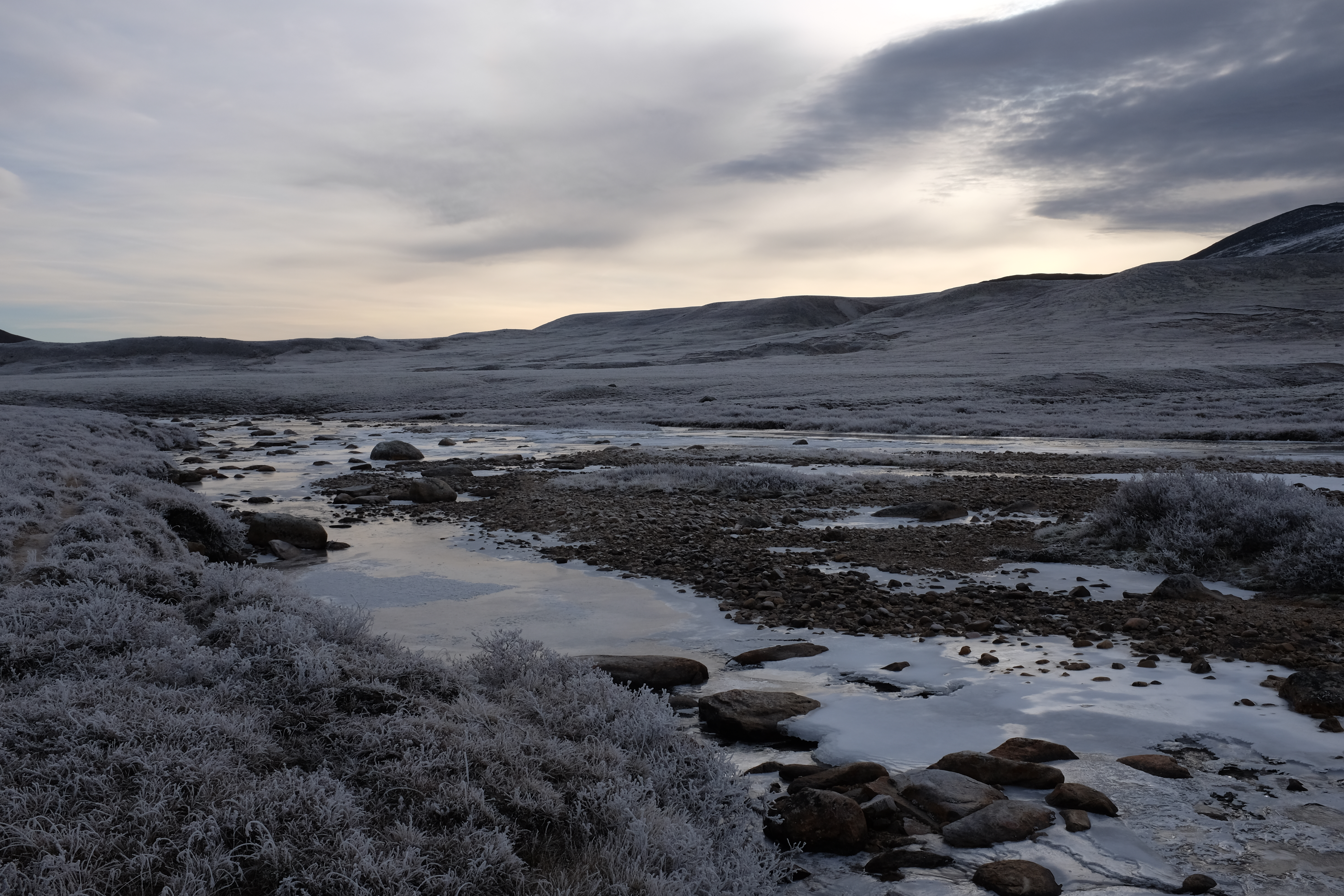
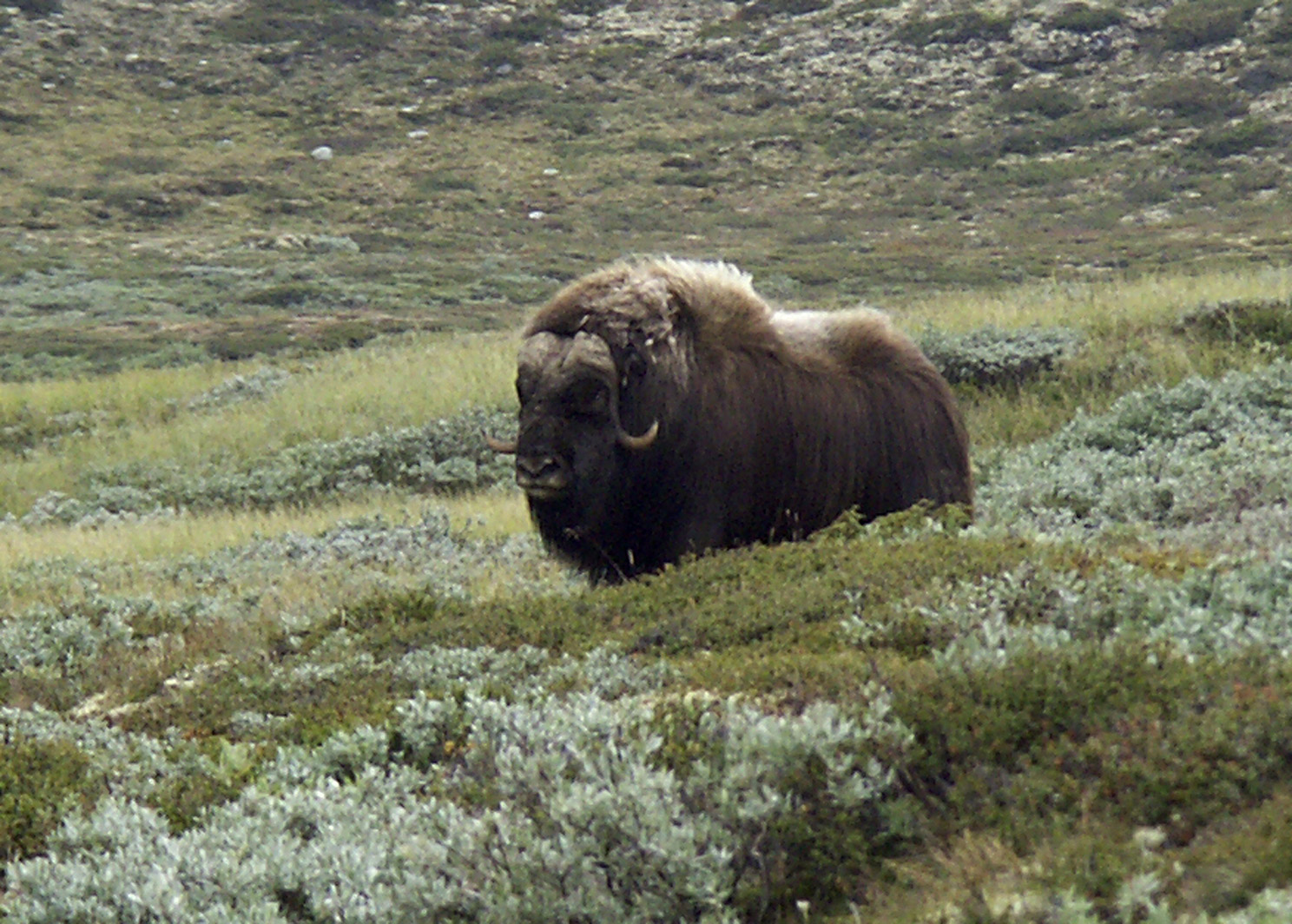
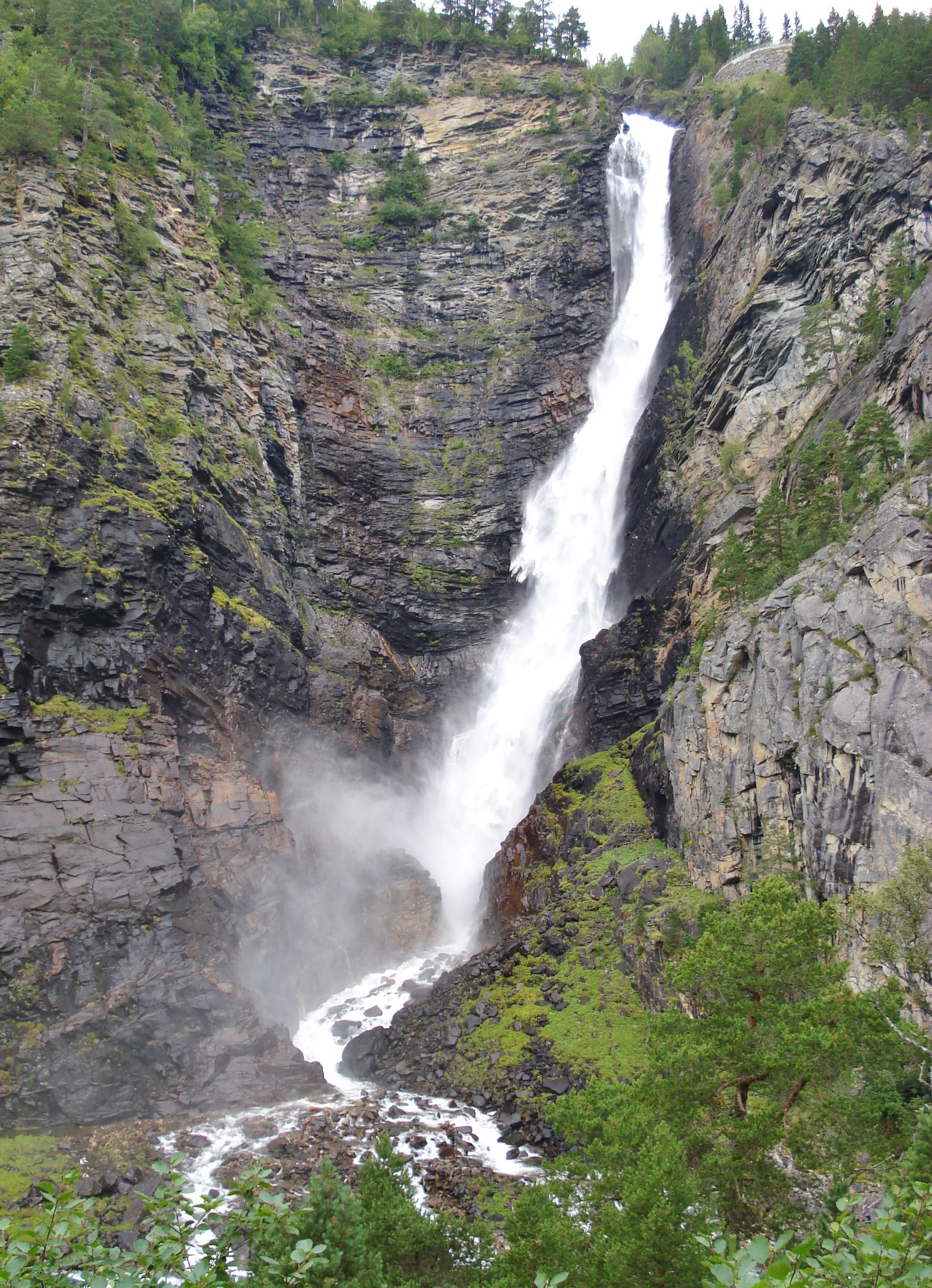